# Scho-Ka-Kola
Scho-Ka-Kola是德国希尔德布兰德巧克力厂于1936年出品的一种黑巧克力，其名源于配方中的“巧克力（Schokolade）”、“咖啡（Kaffee）”和“可樂果（Kolanuss）”三个词的前缀。该款巧克力由于含有高含量的咖啡因，而具有强烈的提神功效。第二次世界大战期间，Scho-Ka-Kola是德国国防军标准口糧之一，不仅受到士兵欢迎，也成为收藏家追捧的珍品。现时厂方仍大致以1930年代的配方和包装生产Scho-Ka-Kola，并以“能量巧克力”作宣传，在德国及少数其他国家发售。

## 历史
Scho-Ka-Kola诞生于柏林的希尔德布兰德巧克力厂。该厂由特奥多尔·希尔德布兰德（德語：Theodor Hildebrand）于1817年创立，是德国最古老的巧克力企业。
1935年，希尔德布兰德组织人手研发新款巧克力，以提神醒脑、消除疲劳为主要功效。除了可可粉外，厂方还加入烘焙咖啡粉和可乐果，在当时属于创举。新巧克力的总咖啡因含量约0.2%，比一般巧克力的咖啡因含量（不超过0.1%）高出超过一倍。四块巧克力所含咖啡因相当于一份意式浓缩，六块巧克力则相当于一大杯（约250毫升）咖啡或一瓶能量饮料。
Scho-Ka-Kola于1936年柏林奥运会期间首次面世，希尔德布兰德将其标榜为增强体能的“运动巧克力（德語：Sportschokolade）”大加宣传，深受好评。此后，納粹德國各地的巧克力工厂也先后开始生产Scho-Ka-Kola，使该款巧克力成为希尔德布兰德的龙头产品。

### 德军口粮
1938年，希尔德布兰德等厂开始为德国国防军生产Scho-Ka-Kola。其主要提供对象为德國空軍，因为高咖啡因的黑巧克力有助于飞行员在夜间轰炸任务中保持清醒和警惕。Scho-Ka-Kola由此获得“飞行员巧克力（德語：Fliegerschokolade）”的别称。当时每架战机均有配备一份Scho-Ka-Kola，作为飞行员的海上应急口粮之用。此外，空降猎兵因为难以从野战厨房中获得补给，所以野战口粮中也有Scho-Ka-Kola。
除了德国空军外，陸軍装甲兵和海軍U型潜艇部队也是Scho-Ka-Kola的主要用户，以便军士在缺乏粮食的情况下快速补充能量。德军士兵非常珍惜Scho-Ka-Kola，视其为战争环境下“至高的奢侈”。
值得一提的是，纳粹德国另有一种称为“柏飞丁”的提神药物，其成分为甲基苯丙胺（冰毒）。因产品形状类似巧克力块，又以空军使用居多，所以别名同样为“飞行员巧克力”。这使一些人误以为战时生产的Scho-Ka-Kola中掺有冰毒。
納粹德國生产的Scho-Ka-Kola在战后为收藏家争相收藏，尤其是柏林奥运会时生产的版本更令人趋之若鹜。

### 战后生产
希尔德布兰德巧克力厂在盟军對德國的戰略轟炸中被炸毁，Scho-Ka-Kola的生产直到1950年代才逐渐恢复。为了重新打入市场，希尔德布兰德开展了声势浩大的廣告宣传，涉及媒体包括报纸、收音机以至电影。在1960年的德國電影獎获奖影片《献给检察官的玫瑰花》中，Scho-Ka-Kola巧克力更成了贯穿剧情的关键。
1969年，德国實業家汉斯·伊姆霍夫收購了希尔德布兰德巧克力厂，以希尔德布兰德的名义继续生产Scho-Ka-Kola。1972年，伊姆霍夫又收购了另一个老牌巧克力厂施托尔韦克扩大生产。2005年7月，阿华田的母公司京努波特获得了Scho-Ka-Kola的商标、配方和经销权，由其全资子公司“Scho-Ka-Kola有限公司”在德国和欧洲一些其他国家生产销售。

## 特点
Scho-Ka-Kola的一个特点是其苦中带甜的口味，这来自其独特配方。Scho-Ka-Kola的主要成分为58%的可可粉、2.6%的咖啡粉和1.6%的可樂果粉。咖啡的加入赋予其令人平静的淡雅香气，而较低的乳制品含量则令其口感清爽。Scho-Ka-Kola共有三种口味，用包装盒上不同的颜色区分，分别为：
- 红色包装：黑巧克力，可可成分占58%。
- 蓝色包装：牛奶巧克力，可可成分占30%。
- 绿色包装：牛奶果仁巧克力，可可成分占30%，添加榛子果仁。

两款牛奶Scho-Ka-Kola皆于1960年代起投产。
该巧克力的另一特点在于别具一格的包装：其包装外殼为圆形，直径约3.5英寸（89），高约0.875英寸（22.2）。内分上下两层，每层装有八枚锥形巧克力块，总重约100克（0.22英磅）。早期产品纸盒和铁盒兼有，每层的八块巧克力为一体，需要用手掰开；现在则以铁盒包装居多，每块在出厂时已经切分。2013年起，传统的板型Scho-Ka-Kola开始上市。

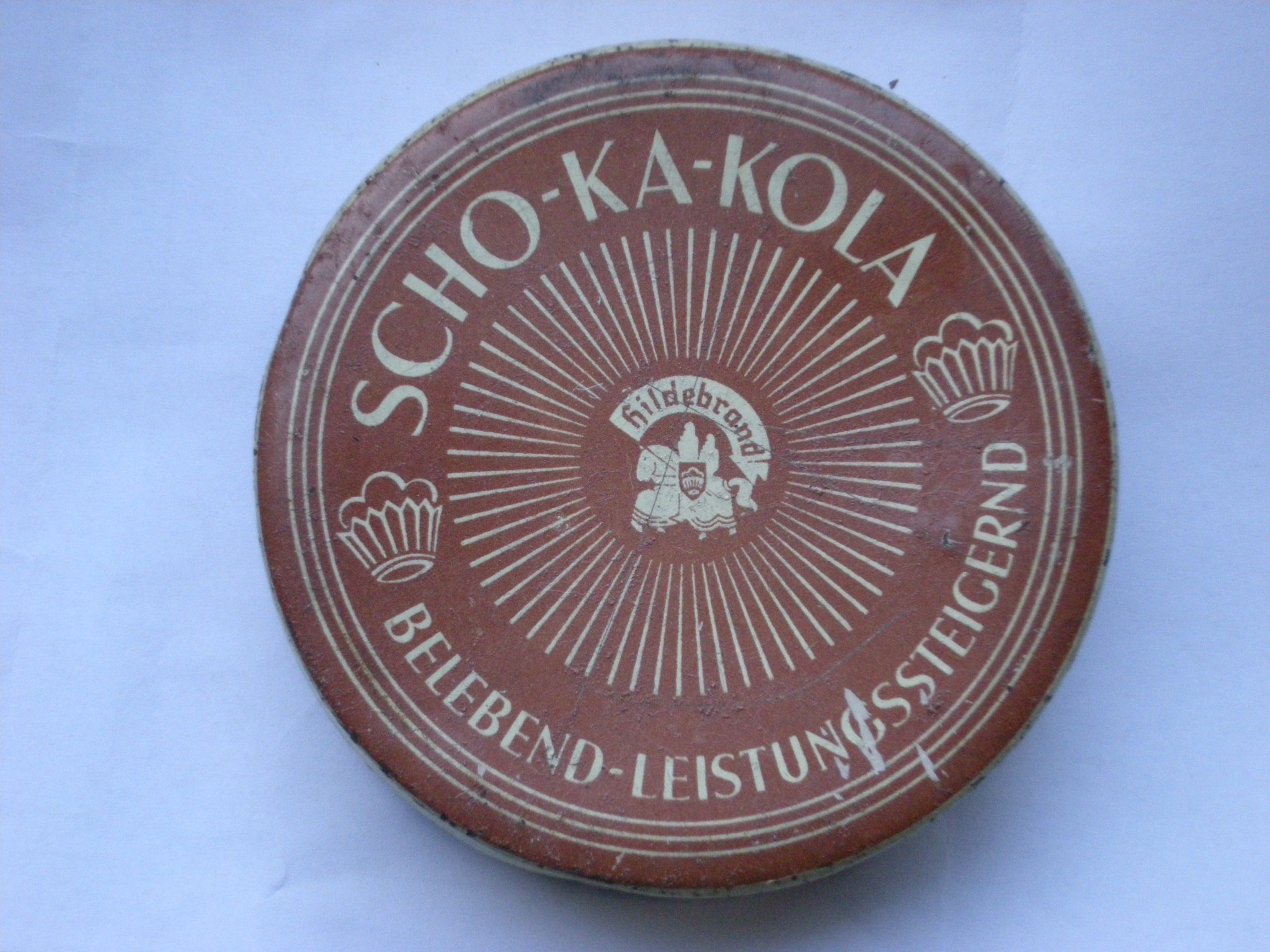
早期Scho-Ka-Kola的包裝設計
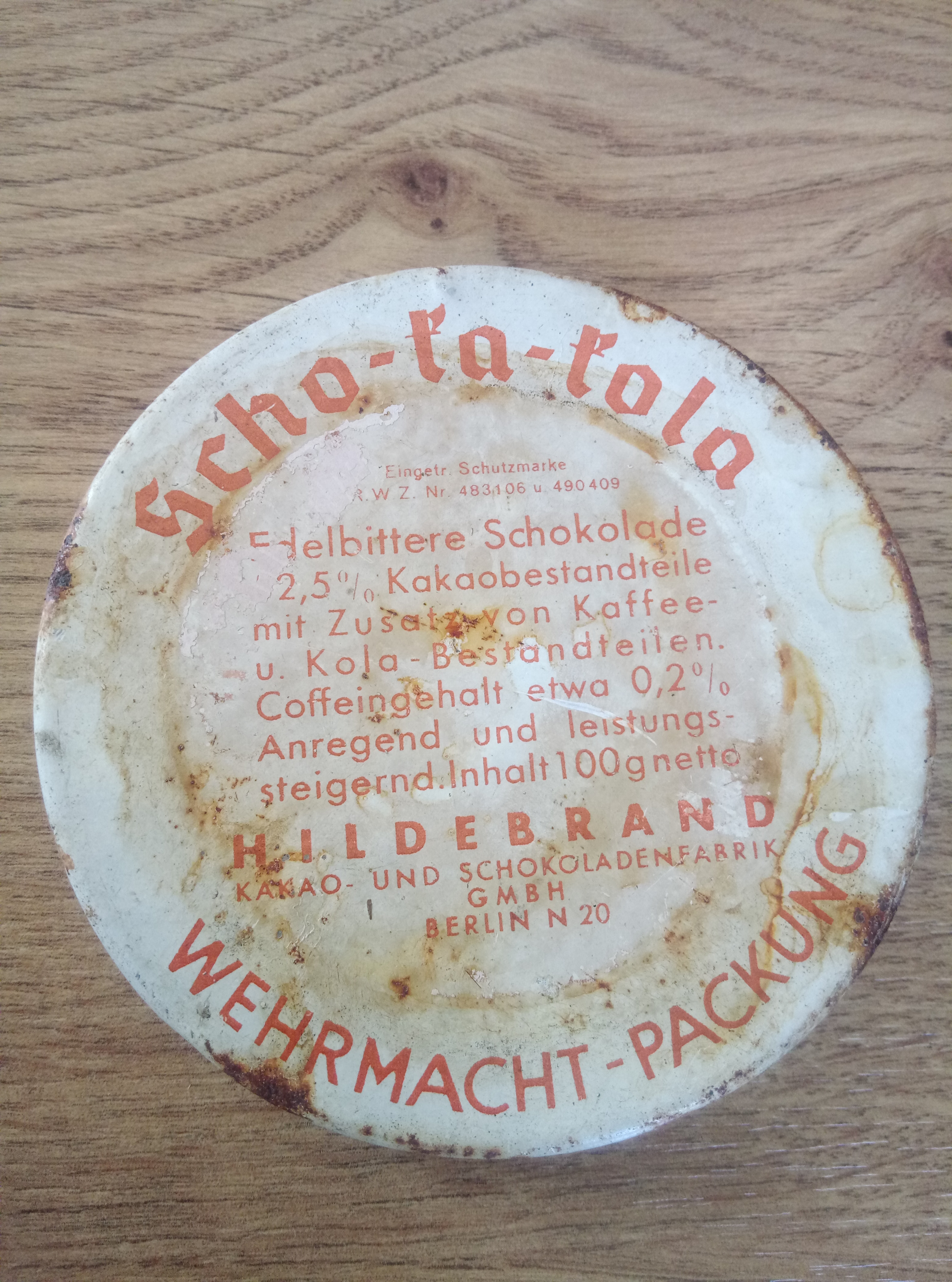
Scho-Ka-Kola專為納粹軍隊所設計的包裝樣式
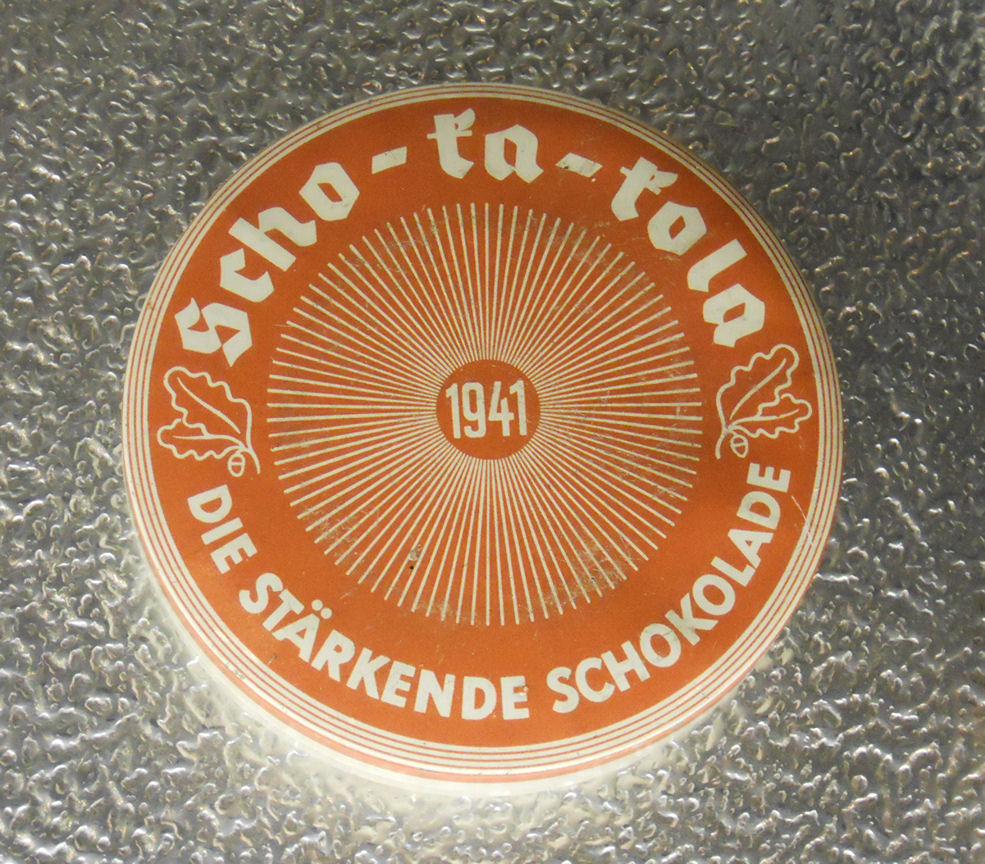
一盒1941年生产的军用Scho-Ka-Kola，包装和今日无甚差别。
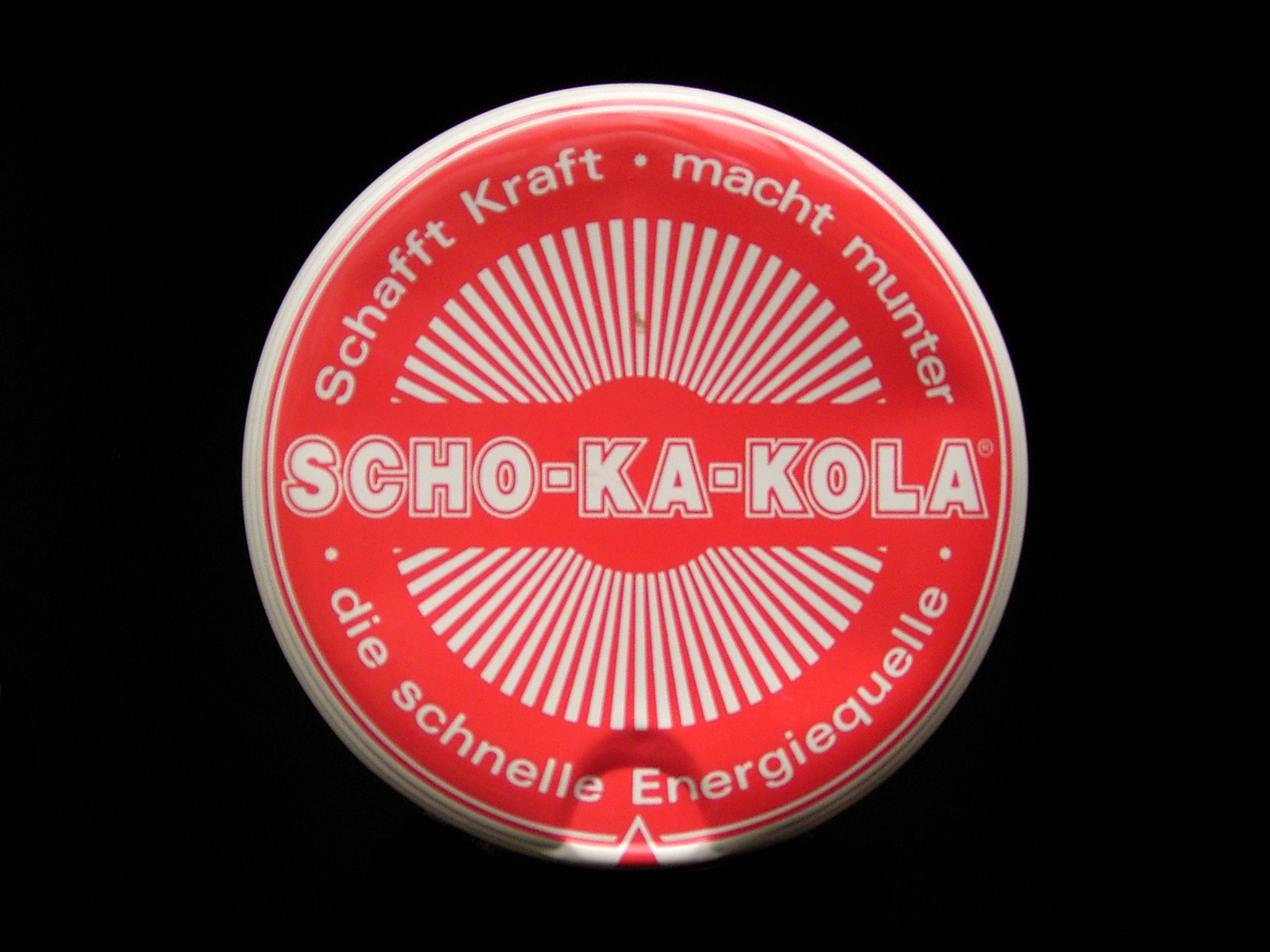
戰後早期的盒裝樣式
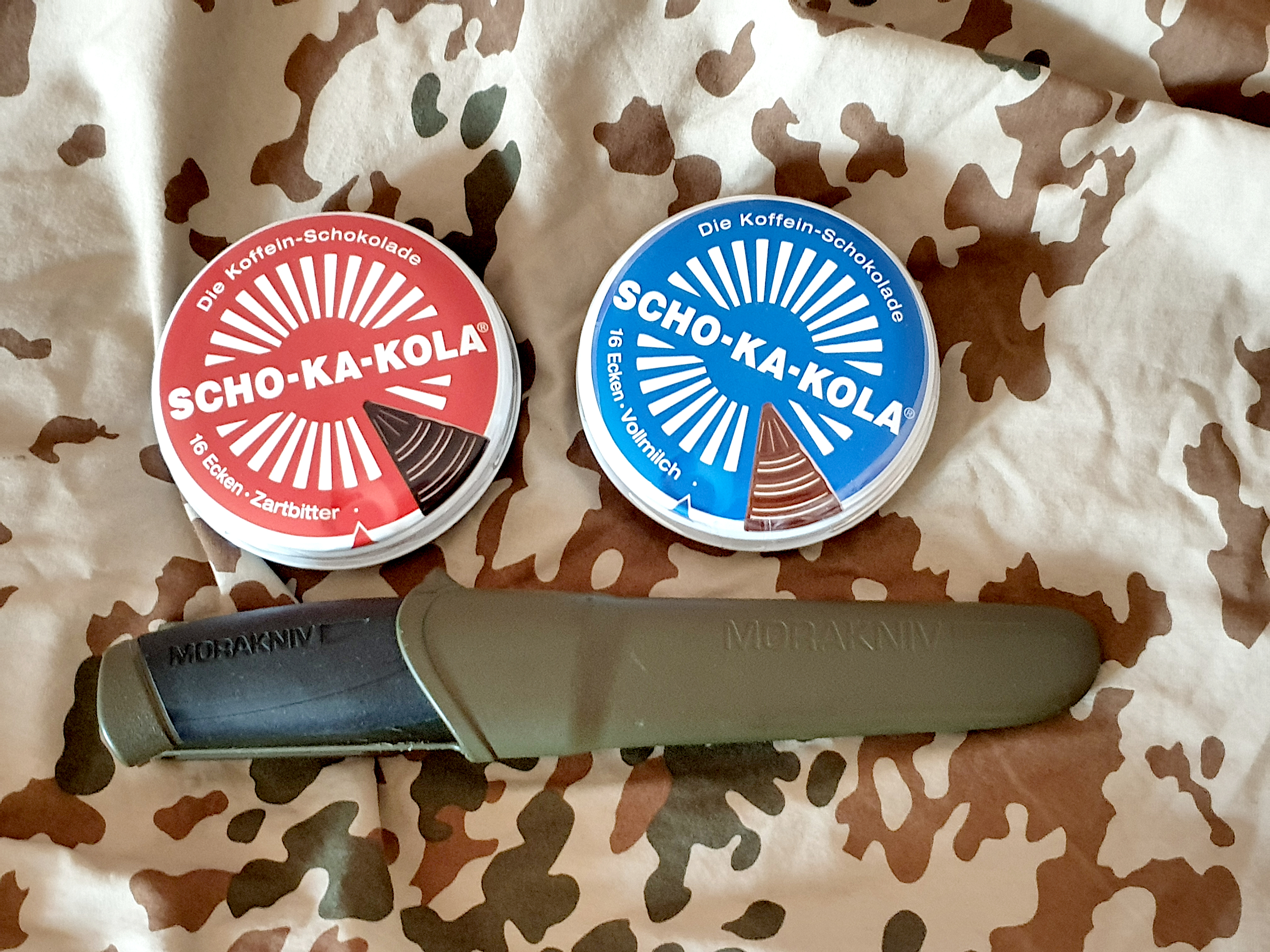
現代生產的Scho-Ka-Kola包裝，其中左側紅色為經典原味，右側藍色為戰後新研發的牛奶口味。
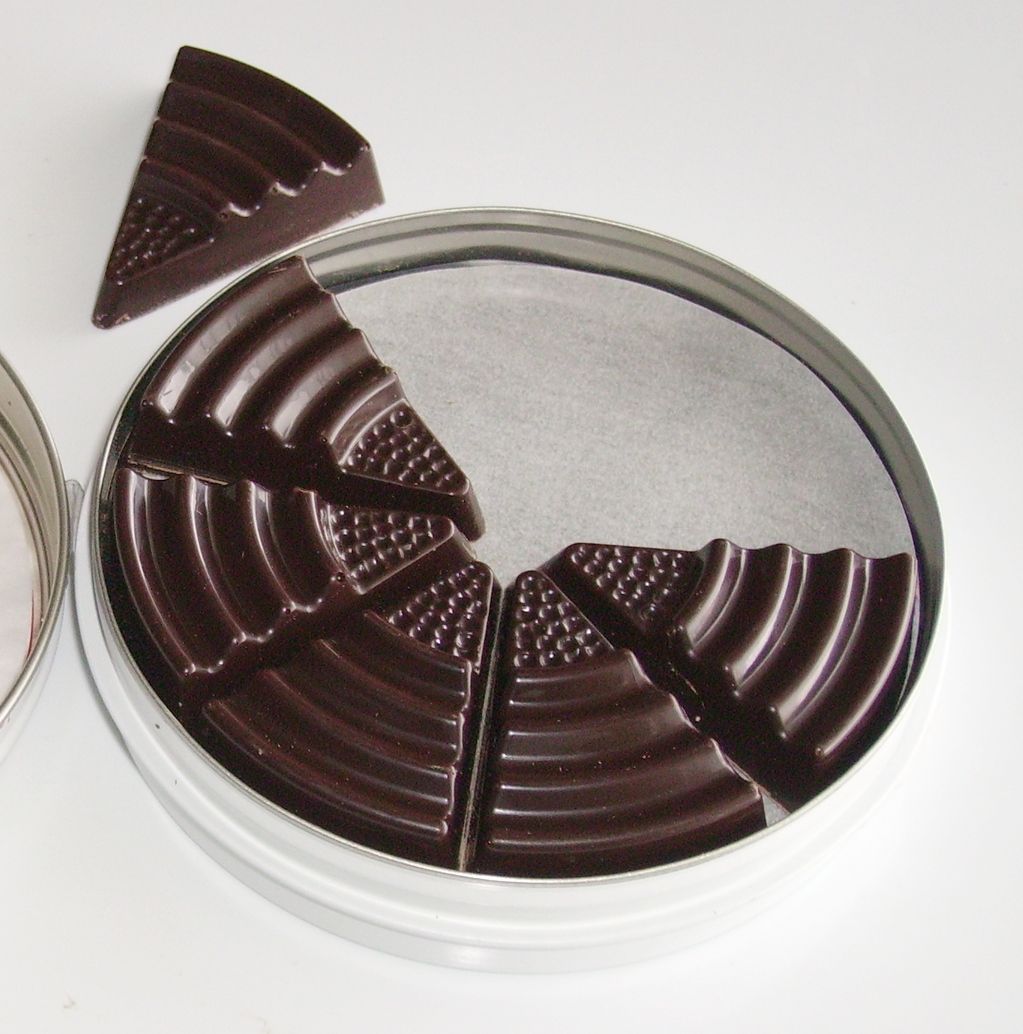
現代版本的Scho-Ka-Kola，巧克力已被事前切割完整